# Йосиф Търновски
Йосиф е български висш духовник от Българската православна църква, митрополит Търновската епархия от 1914 до 1918 година.

## Биография
Роден е на 1 януари 1870 година в Търново, Османската империя, със светското име Йордан Рафаилов Бакърджиев. Първоначалното си образование получава в Горна Оряховица. Става послушник през 1887 година в манастира „Света Троица“, където в 1887 година е подстриган в монашество с името Йосиф. На 18 май 1889 година ректорът на Петропавловската духовна семинария епископ Партений Велички го подстригва за йеродякон. Със стипендия от княз Фердинанд I Български учи в Самоковската духовна семинария, която завършва в 1892 година. Продължава образованието си в Богословския факултет на Лудвиг Максимилиановия университет в Мюнхен. След това завършва социални науки в Женевския университет.
От 1 януари 1899 година до 5 септември 1905 година е протосингел на Софийската митрополия. Той често по лична покана от страна на монарха обгрижва богослужебните нужди на дворцовия параклис „Св. св. Петър и Павел“ и става близък с княз Фердинанд. На 4 юли 1899 година е ръкоположен за йеромонах от митрополит Партений Софийски, а на 24 април 1904 година Светият синод го удостоява с архимандритска офикия. От 5 септември 1905 година до 1914 година архимандрит Йосиф управлява Старозагорската епархия.
На 29 юни 1909 година в столичния „Света Неделя“ е ръкоположен в епископски сан с титлата драговитийски от митрополит Василий Доростолски и Червенски в съслужение с митрополит Партений Софийски.
През 1913 година заедно с протопрезвитер Стефан Цанков епископ Йосиф ръководи мисията за покръстването на помаците в Южните Родопи.
На 7 септември 1914 година епископ Йосиф Драговитийски е избран и на 21 септември 1914 година е и канонически утвърден за търновски митрополит. Митрополит Йосиф подкрепя дейността на свещеническите братства и дава пример и на други епархии.
На 31 март 1917 година, по време на Първата световна война, Светият синод назначава митрополит Йосиф за началник на новообразуваната организация на военното духовенство към Министерството на отбраната. Като началник на военните свещеници митрополит Йосиф се грижи за болните от холера войници. През февруари 1918 година цар Фердинанд го награждава с орден „За храброст“ I степен.
Умира на 30 април 1918 година в София. Погребан е в търновския манастир „Света Троица“.
Стефан Цанков казва за митрополит Йосиф:
| „ | ...за мисията на Църквата, той има вътрешен усет и голямо пастирско съзнание. | “ |